# Joachim Kunz
Joachim Kunz (Stollberg, 9 febbraio 1959) è un ex sollevatore tedesco orientale.
È stato campione olimpico, mondiale ed europeo, ha gareggiato principalmente nella categoria dei pesi leggeri (fino a 67,5 kg.) e, per un breve periodo, dei pesi medi (fino a 75 kg.).

## Carriera
Sin da giovane Kunz apparteneva all'élite mondiale della categoria dei pesi leggeri. Nel 1979 ha cominciato a raccogliere i primi risultati importanti nelle grandi manifestazioni internazionali, vincendo la medaglia d'argento ai campionati europei di Varna e, pochi mesi dopo, ai campionati mondiali di Salonicco. In entrambe le occasioni è stato battuto dal bulgaro Janko Rusev, dominatore in quegli anni della categoria.
Nel 1980 ha partecipato alle Olimpiadi di Mosca, conquistando un'altra medaglia d'argento alle spalle di Rusev, valevole anche come medaglia d'argento del campionato mondiale disputato in competizione unica con la gara olimpica.
L'anno seguente ha vinto la medaglia d'oro ai campionati mondiali di Lilla, valevoli anche come campionati europei. Ai campionati mondiali di Mosca 1983, valevoli anch'essi come campionati europei, ha vinto la sua seconda medaglia d'oro mondiale, battendo questa volta Rusev per 2,5 kg.
Kunz non ha partecipato alle Olimpiadi di Los Angeles 1984, ove sarebbe stato uno dei favoriti per il podio, a causa del boicottaggio dei Paesi dell'Est europeo in quell'edizione dei Giochi Olimpici.
Dal 1985 al 1987 ha raccolto medaglie ai campionati europei: argento a Katowice 1985 nei pesi medi e bronzo a Karl-Marx-Stadt 1986 e Reims 1987, entrambe nei pesi leggeri.
Nel 1988 Kunz, sempre nei pesi leggeri, ha partecipato dapprima ai campionati europei di Cardiff, vincendo la medaglia d'argento con 320 kg. nel totale, successivamente ha preso parte alle Olimpiadi di Seul. Ha terminato la gara olimpica con 340 kg. nel totale, eguagliando il suo record personale nei pesi leggeri, classificandosi al 2º posto dietro al bulgaro Angel Genčev, campione europeo in carica dei pesi medi, sceso di categoria in occasione dei Giochi Olimpici. In seguito a un controllo antidoping, però, il bulgaro è risultato positivo alla furosemide, pertanto squalificato e privato della medaglia d'oro che è stata di conseguenza assegnata a Joachim Kunz, con avanzamento alla medaglia d'argento del sovietico Israyel Militosyan ed alla medaglia di bronzo del cinese Li Jinhe.
Quella vinta da Kunz è stata la prima ed unica medaglia d'oro olimpica vinta dalla ex Germania Est nel sollevamento pesi.
Nel 1989 Kunz partecipa ai campionati mondiali di Atene, classificandosi al 6º posto con 320 kg. nel totale. È stata, questa, la sua ultima apparizione in una competizione internazionale di rilievo, in quanto ha deciso di ritirarsi dall'attività agonistica nel 1990.
Alcuni anni dopo è diventato un imprenditore nel settore alimentare.
Nel corso della sua carriera Kunz ha stabilito nove record del mondo, tutti nei pesi leggeri, di cui quattro nello strappo, tre nello slancio e due nel totale.